# Amargatitanis

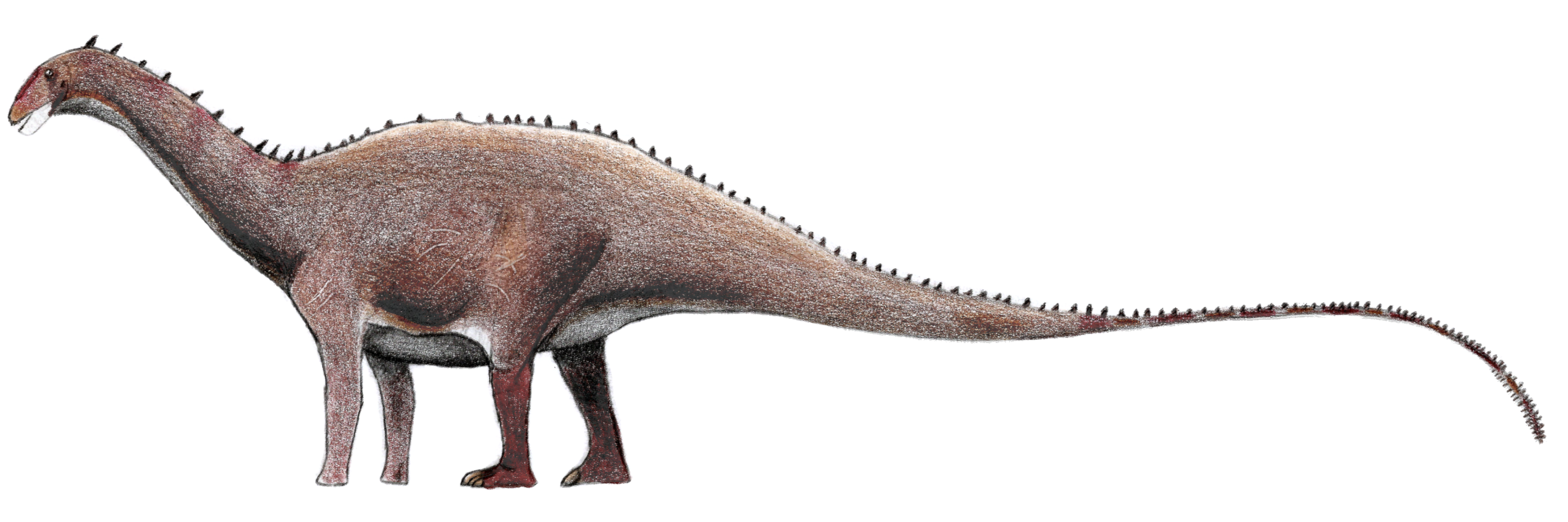
Reconstrução de um Amargatitanis

Amargatitanis (que significa "gigante de Amarga") é um gênero de dinossauro saurópode dicraeossaurídeo (um tipo de dinossauro herbívoro quadrúpede grande e de pescoço longo) da Formação La Amarga do estágio Barremiano (Cretáceo Inferior) de Neuquén, Argentina.

## Classificação
O holótipo, MACN PV N53, coletado em março de 1983 por José Fernando Bonaparte, consiste em duas vértebras caudais, um ísquio direito e um membro posterior direito parcial. Embora classificado como um titanossauro na descrição original, a sua colocação foi questionada por autores posteriormente, que notaram que uma escápula (MACM PV N34) e seis vértebras da cauda (MACN PV N51) vistas como síntipos de Amargatitanis foram encontradas em um localidade diferente do MACN PV N53 e que os traços indicativos (sinapomorfias) de titanossauro do gênero eram inválidos. Uma reavaliação de 2016 por Pablo Ariel Gallina reclassificou Amargatitanis como um dicraeossaurídeo.